# Mitko Stojkowski
Mitko Stojkowski, właśc. Dimitrija Stojkowski (mac. Митко Стојковски, ur. 18 grudnia 1972 w Bitoli) – macedoński piłkarz grający na pozycji środkowego obrońcy lub defensywnego pomocnika. W swojej karierze rozegrał 27 meczów w reprezentacji Macedonii i strzelił w niej 5 goli.

## Kariera klubowa
Karierę piłkarską rozpoczął w klubie FK Pelister. W 1989 roku awansował do kadry pierwszego zespołu i w sezonie 1989/1990 zadebiutował w jego barwach w pierwszej lidze jugosłowiańskiej. W Pelisterze grał przez 3 sezony, a latem 1992 po rozpadzie Jugosławii odszedł do Crvenej zvezdy z Belgradu. W 1993 roku zdobył z nią Puchar Jugosławii, a w sezonie 1994/1995 wywalczył dublet (mistrzostwo + puchar).
W 1995 roku wyjechał do Hiszpanii i został zawodnikiem klubu tamtejszej Primera División, Realu Oviedo. W Realu zadebiutował 2 września 1995 w przegranym 0:1 wyjazdowym meczu z Realem Saragossa. W Realu grał przez 2 lata i był jego podstawowym zawodnikiem.
W 1997 roku odszedł z Realu Oviedo do VfB Stuttgart. W Bundeslidze zadebiutował 30 stycznia 1998 w spotkaniu z MSV Duisburg (1:1). W 1998 roku dotarł ze Stuttgartem do finału Pucharu Zdobywców Pucharów, jednak nie wystąpił w przegranym 0:1 finale z Chelsea. Latem 1998 zdobył z VfB Puchar Ligi Niemieckiej.
W 2000 roku wrócił do Macedonii i przez 2 sezony grał w Pelisterze Bitola. W 2001 roku zdobył z nim Puchar Macedonii, a w 2002 roku zakończył karierę.
| Sezon   | Klub             | Kraj               | Rozgrywki        | Mecze | Bramki |
| ------- | ---------------- | ------------------ | ---------------- | ----- | ------ |
| 1989/90 | FK Pelister      | Jugosławia         | Prva liga        | 24    | 0      |
| 1990/91 | FK Pelister      | Jugosławia         | Prva liga        | 30    | 1      |
| 1991/92 | FK Pelister      | Jugosławia         | Prva liga        | ?     | ?      |
| 1992/93 | FK Crvena zvezda | Jugosławia         | Prva liga        | 35    | 1      |
| 1993/94 | FK Crvena zvezda | Jugosławia         | Prva liga        | 33    | 0      |
| 1994/95 | FK Crvena zvezda | Jugosławia         | Prva liga        | 28    | 1      |
| 1995/96 | Real Oviedo      | Hiszpania          | Primera División | 37    | 0      |
| 1996/97 | Real Oviedo      | Hiszpania          | Primera División | 26    | 1      |
| 1997/98 | VfB Stuttgart    | Niemcy             | Bundesliga       | 8     | 0      |
| 1998/99 | VfB Stuttgart    | Niemcy             | Bundesliga       | 4     | 0      |
| 1999/00 | VfB Stuttgart    | Niemcy             | Bundesliga       | 0     | 0      |
| 2000/01 | FK Pelister      | Macedonia Północna | Prwa Liga        | 18    | 1      |
| 2001/02 | FK Pelister      | Macedonia Północna | Prwa Liga        | ?     | ?      |

## Kariera reprezentacyjna
W reprezentacji Macedonii Stojkovski zadebiutował 23 marca 1994 roku w wygranym 2:0 towarzyskim meczu ze Słowenią. W swojej karierze grał w eliminacjach do Euro 96 i MŚ 1998. Od 1994 do 2002 roku rozegrał w kadrze narodowej 27 meczów i strzelił 5 goli.